# Saga (mesto)
Saga (japonsko: 佐賀市; prečrkovanje po Hepburnu: Saga-shi) je glavno mesto prefekture Saga z 232.736 prebivalci. Saga leži na jugovzhodnem delu prefekture Saga. Po združitvi leta 2005 se je razširila do morja Ariake na jugu, na jugovzhodu in severu pa meji na prefekturo Fukuoka. V obdobju Edo je bila Saga glavno mesto takratne province Hizen. 